# 関清香
関 清香（せき さやか、1984年7月26日 - ）は、東京都出身の女性ファッションモデル。

## 人物・来歴
- 趣味：音楽鑑賞、エクササイズ、サッカー観戦
- 2008年7月26日にJリーグ鹿島アントラーズMFの中後雅喜と結婚、入籍をした。
- 日大二高出身。バレーボール部所属。
- 成蹊大学出身。2004年ミス成蹊。

## 出演

### 雑誌
- JJ （光文社）
- Lapita （小学館）
- LUCi （扶桑社）

### CM
- 花王「エッセンシャル」